# Riudellots de la Selva (kommunhuvudort)
Riudellots de la Selva är en kommunhuvudort i Spanien.   Den ligger i provinsen Província de Girona och regionen Katalonien, i den östra delen av landet, 600 km öster om huvudstaden Madrid. Riudellots de la Selva ligger 100 meter över havet och antalet invånare är 1 770.
Terrängen runt Riudellots de la Selva är platt åt sydväst, men åt nordost är den kuperad. Runt Riudellots de la Selva är det ganska tätbefolkat, med 120 invånare per kvadratkilometer. Närmaste större samhälle är Girona, 10,1 km norr om Riudellots de la Selva. Trakten runt Riudellots de la Selva består till största delen av jordbruksmark.